# Blumenkamp
Blumenkamp ist ein  Ortsteil der Stadt Wesel in Nordrhein-Westfalen. Zusammen mit der Feldmark, Fusternberg, Schepersfeld und der Innenstadt bildet er den Stadtteil Wesel innerhalb der Gesamtstadt. In Blumenkamp leben rund 2.700 Menschen.

## Räumliche Lage
Der Ort Blumenkamp liegt nördlich von Wesel-Feldmark und südlich der Stadt Hamminkeln. Westlich von Blumenkamp liegt die Schill-Kaserne.

## Geschichte
Bis zur Eingliederung am 1. Januar 1975 gehörte Blumenkamp zur Gemeinde Hamminkeln. Es galt als Baugebiet und war anfangs nur dünn besiedelt. Die Einwohner orientierten sich schon Anfang des 20. Jahrhunderts nach Wesel, deswegen wurde es auch im Rahmen der kommunalen Neuordnung diesem Ort zugesprochen. Der in dem Gebiet liegende Blumenkampshof gab einem Haltepunkt an der 1878 eröffneten Bahnstrecke Wesel–Bocholt und später dem Ortsteil seinen Namen.

## Verkehr

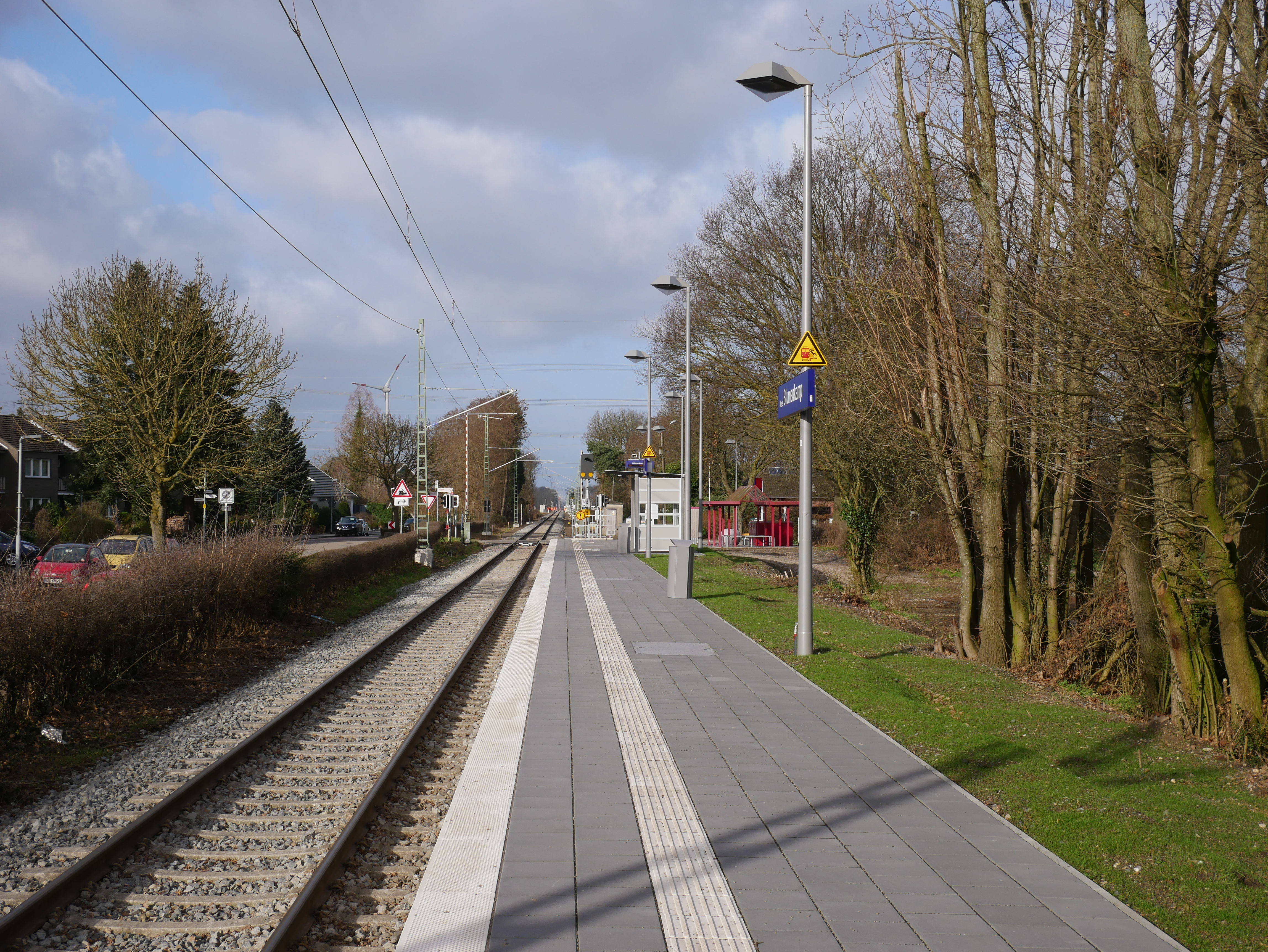
Haltepunkt Wesel-Blumenkamp, 2022

Die Bundesstraße 473 führt durch den Ortsteil und die Bundesstraße 8 südlich an ihm vorbei.

Der Ortsteil wurde zwischen 1880 und 1897 mit dem Haltepunkt Blumenkamp in Kilometer 4,7 an der Bahnstrecke Wesel–Bocholt an das Eisenbahnnetz angeschlossen. Der Haltepunkt liegt an der Straße Holunderhain. Er wird von Nahverkehrszügen der Relation Düsseldorf – Wesel – Bocholt (RE 19) im Stundentakt bedient.
| Linie | Verlauf | Takt   |
| ----- | --- | ------ |
| RE 19 | Rhein-IJssel-Express: Bocholt – Hamminkeln-Dingden – Hamminkeln – Wesel-Blumenkamp – Wesel – Friedrichsfeld (Niederrhein) – Voerde (Niederrhein) – Dinslaken – Oberhausen-Holten – Oberhausen-Sterkrade – Oberhausen Hbf – Duisburg Hbf – Düsseldorf Flughafen – Düsseldorf Hbf Stand: Fahrplanwechsel Dezember 2023 | 60 min |

Am Haltepunkt Wesel-Blumenkamp besteht keine Umsteigemöglichkeit zum Omnibusverkehr. Im Ortskern besteht mit den Buslinien 64 des BVR und 96 der NIAG Anschluss in Richtung Hamminkeln und Bocholt, sowie in die Weseler Innenstadt.